# The Baby (film)
Pour les articles homonymes, voir Baby.
Pour plus de détails, voir Fiche technique et Distribution.
The Baby ou L'héritier du diable au Québec (Devil's Due) est un film américain réalisé par Matt Bettinelli-Olpin et Tyler Gillett et sorti en 2014. Il s'agit d'un film d'horreur au format found footage

## Synopsis
Zach et Samantha, deux jeunes nouveaux mariés partent pour leur lune de miel à la République dominicaine, durant leur voyage ils se perdent quelque part et ils rencontrent un chauffeur de taxi qui les amène dans un bar.
Ils boivent et perdent connaissance puis ils sont emportés dans une chambre souterraine où Samantha est le sujet d'un rituel démoniaque.
Ils se réveillent tous les deux dans leur chambre d'hôtel sans aucun souvenir de la nuit passée, Ils rentrent chez eux et Zach apprend que Sam est enceinte, quelques jours plus tard Zach remarque que quelque chose ne va pas avec Sam et le bébé.

## Fiche technique
- Titre original : Devil's Due
- Titre français : The Baby
- Titre québécois : L'Héritier du diable
- Réalisation : Matt Bettinelli-Olpin et Tyler Gillett
- Pays de production :  États-Unis
- Lieu de tournage :  États-Unis
- Société de production : Radio Silence Productions et 20th Century Fox
- Société de distribution : 20th Century Fox
- Genre : Horreur
- Durée : 89 minutes
- Dates de sortie : 
  - Canada, États-Unis, Québec : 17 janvier 2014
  - France : 7 mai 2014
- Interdit aux moins de 12 ans lors de sa sortie en salles

## Distribution
- Zach Gilford (V. F. : Julien Allouf et V. Q. : Philippe Martin) : Zach McCall
- Allison Miller (V. F. : Jessica Monceau et V. Q. : Sarah-Jeanne Labrosse) : Samantha McCall
- Stacie Davis (V. F. : Laura Zichy[1]) : Karen
- Sam Anderson (V. Q. : Jean-Luc Montminy) : Père Thomas
- Aimee Carrero (V. F. : Alexia Papineschi et V. Q. : Annie Girard) : Emily
- Vanessa Ray (V. Q. : Éveline Gélinas) : Suzie
- Robert Belushi (V. F. : Alexis Ballesteros) : Mason
- Donna Duplantier (V. Q. : Nadia Paradis) : Dr Ludka
- Roger Payano ((V. F. : Benjamin Penamaria et V. Q. : Marco Ledezma) : Chauffeur de taxi
- Michael Papajohn : Officier de police
- Griff Furst (V.F. : Benjamin Bollen) : Keith

Source et légende : Version française (V. F.) sur RS Doublage; Version québécoise (V. Q.) sur Doublage Québec